# Temalácatl

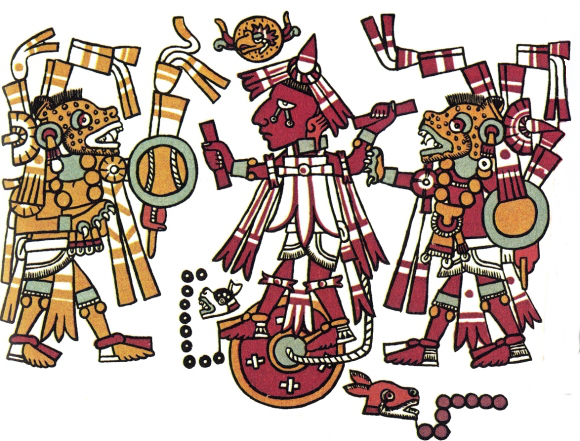
Divinidad en un temalácatl en combate gladiatorio. Códice Zouche-Nuttall.

Un temalácatl era una plataforma gladiatoria que se cree fue utilizada por las diferentes civilizaciones de Mesoamérica, consistente en un gran disco de piedra con una asa en el centro en donde se ataba al prisionero para su posterior combate gladiatorio.

## Historia
El combate gladiatorio era un combate ritual entre un guerrero enemigo que había sido capturado, amarrado este a la piedra, mediante sogas, y guerreros victoriosos armados de forma regular. Ya fuera que el cautivo peleara hasta la muerte, o bien, que se rindiera de inmediato. En el caso de los mexicas, el ritual se realizaba en la festividad denominada Tlacaxipehualiztli.
Según la descripción de Bernardino de Sahagún:

Era como una piedra de molino grande, y estaba agujereada en el medio como rueda de molino; sobre esta piedra ponían los esclavos, y acuchillábanse con ellos; estaban atados por medio del cuerpo de tal manera que podrían llegar hasta la circunferencia de la piedra, y dábanlos armas con que peleasen
Sahagún, Bernardino de. Historia general de las cosas de la Nueva España.

Temalácatl: ahí se rayaba, ahí rayaban a muchos cautivos; y así rayaban a todos los hombres que venían de nuestros contornos del agua, ahí eran sacrificados en el Temalácatl. Ahí tenía su oficio Cuetlachtli (El lobo), que subía a la gente al Temalácatl. Y cuando subía al cautivo le ofrecía una porra de pino y le daba un madero emplumado. Y entonces iban los delegados a herirlo con pedernales, el Águila o el Ocelote; entonces herían con pedernales al cautivo, como si le hicieran la guerra. Ahí estaba el oficio del llamado Chalchiuhtepehua (Conquistador Precioso). Y cuando caía el cautivo, entonces Cuetlachtli lo arrastraba. Entonces cortaban el pecho al cautivo, lo sacrificaba el llamado Yohuallahuan (El Bebedor Nocturno), le cortaba el pecho. Y cuando le habían cortado el pecho al cautivo, lo arrojaba hacia abajo. y (esto) se hacia cada año, en (la veintena de) Tlacaxipehualiztli
Ibid., citado por López Austin, Alfredo.

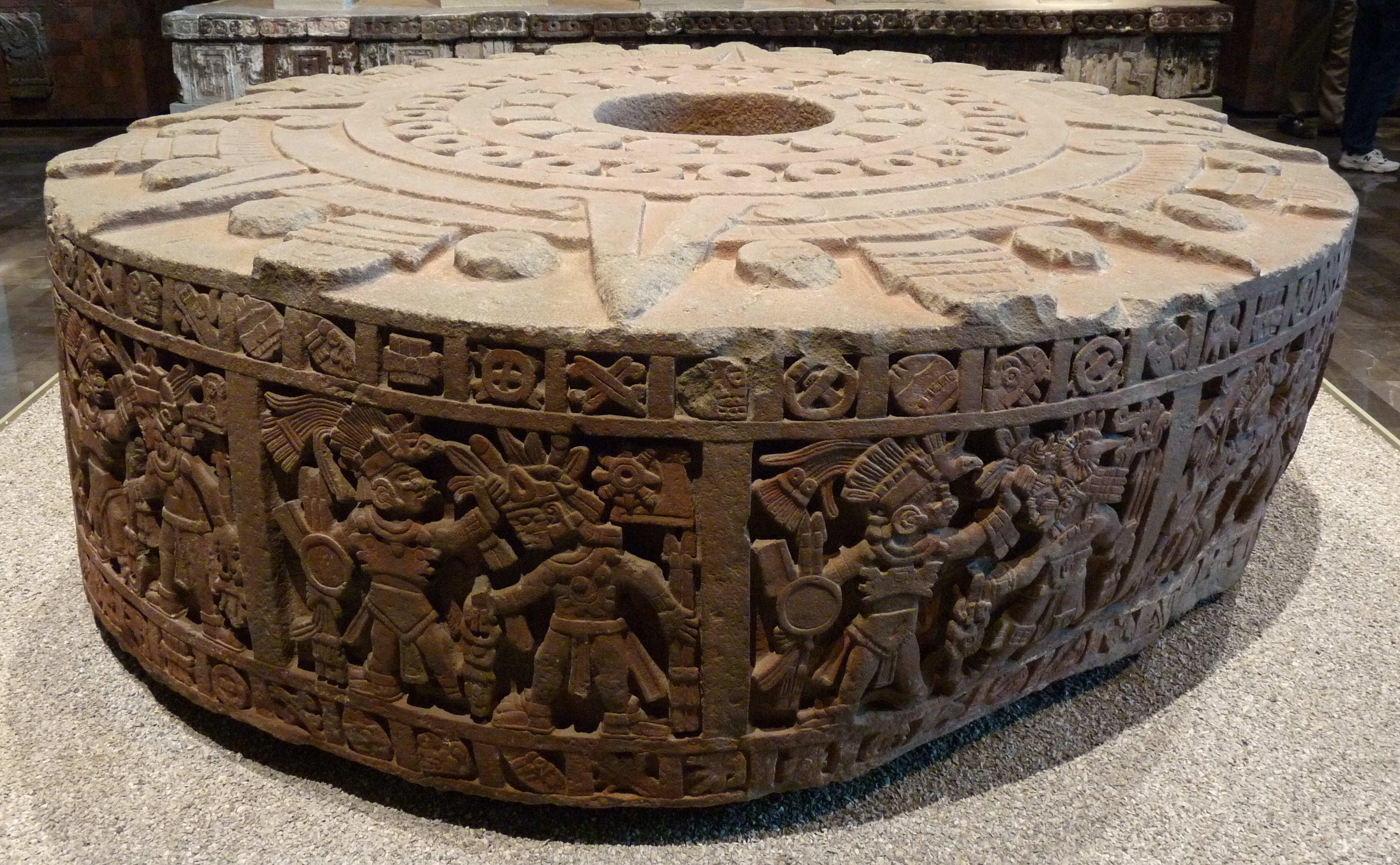
La Piedra de Moctezuma I (Sala Mexica del Museo Nacional de Antropología, Ciudad de México).

Se conservan los monolitos creados por los mexicas asumidos como temalácatl, entre ellos, la Piedra de Tízoc y la Piedra de Moctezuma, esta último la de mayores dimensiones, aunque la discusión sobre si estos últimos eran sólo sitio del combate o bien, en esta piedra también se sacrificaba y/o se depositaba el corazón extraído de las víctimas como un gran cuauhxicalli. Sin embargo estudios recientes muestran que el Temalácatl no era usado para el supuesto sacrificio de prisioneros, se le considera una plataforma de combate así como un monumento a las conquistas mexicas. Incluso, hay investigadores que afirman que la misma Piedra del Sol pudo ser también un Temalácatl.

Es probable que en esa oquedad estuviera esculpido el rostro de un personaje y que precisamente allí se amarrara la cuerda con que se ataba al prisionero, como ocurre con otra piedra similar encontrada en 1988 en la que vemos estos elementos. Desde luego que la idea de que le agujero y el canal eran prehispánicos y servían para que corriera la sangre de los sacrificados debe descartarse.
 Eduardo Matos Moctezuma, Escultura Monumental Mexica, página 317.

## Galería

### Temalácatl mostrado en los códices y arte moderno

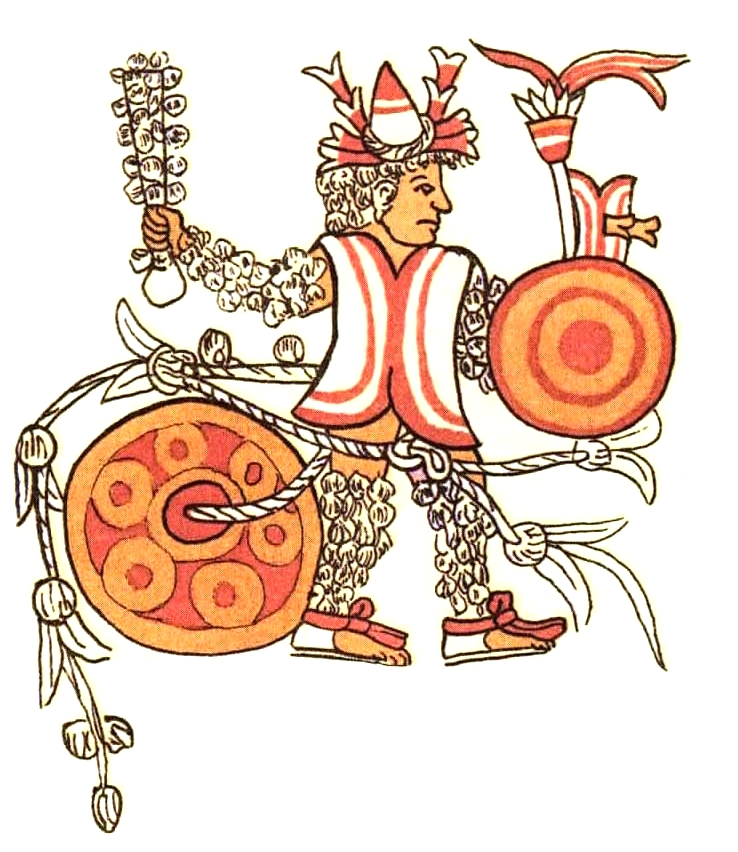
Guerrero atado al temalácatl en el Códice Magliabechiano.
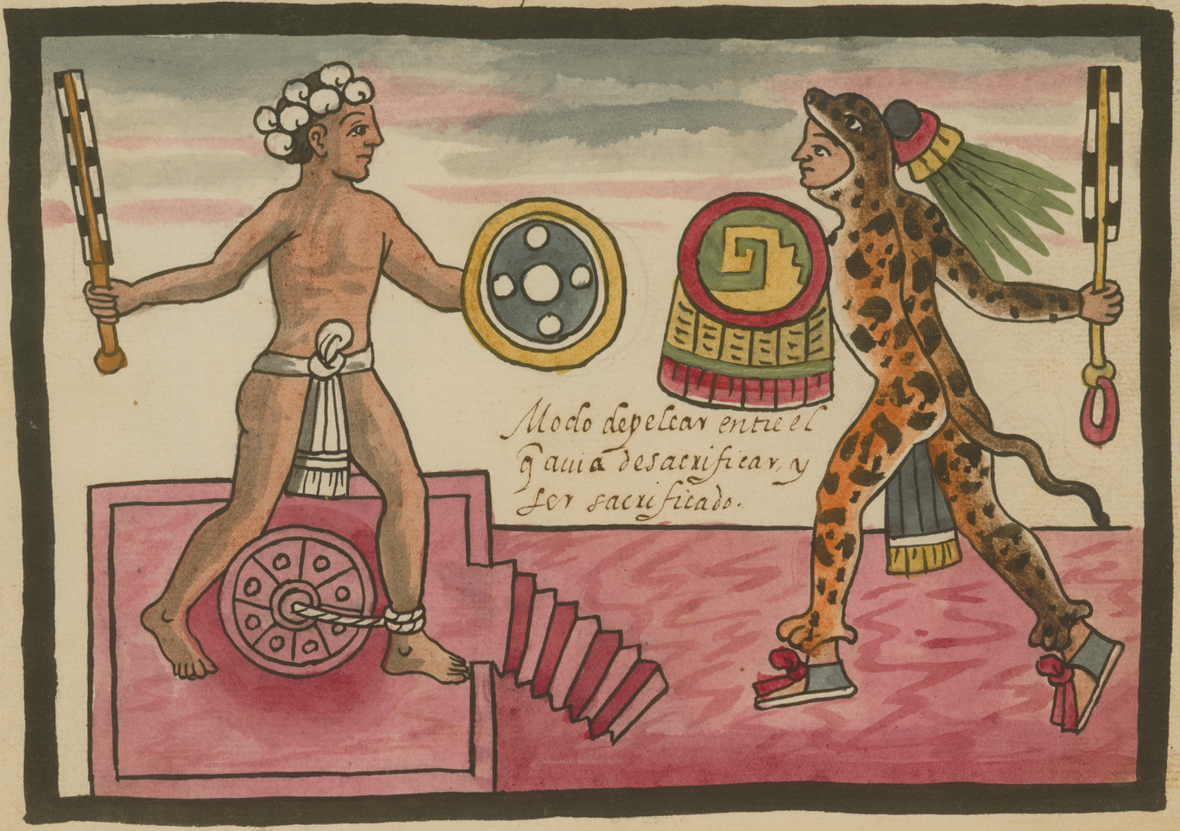
Guerrero atado al temalácatl enfrentando un guerrero águila. Códice Tovar.
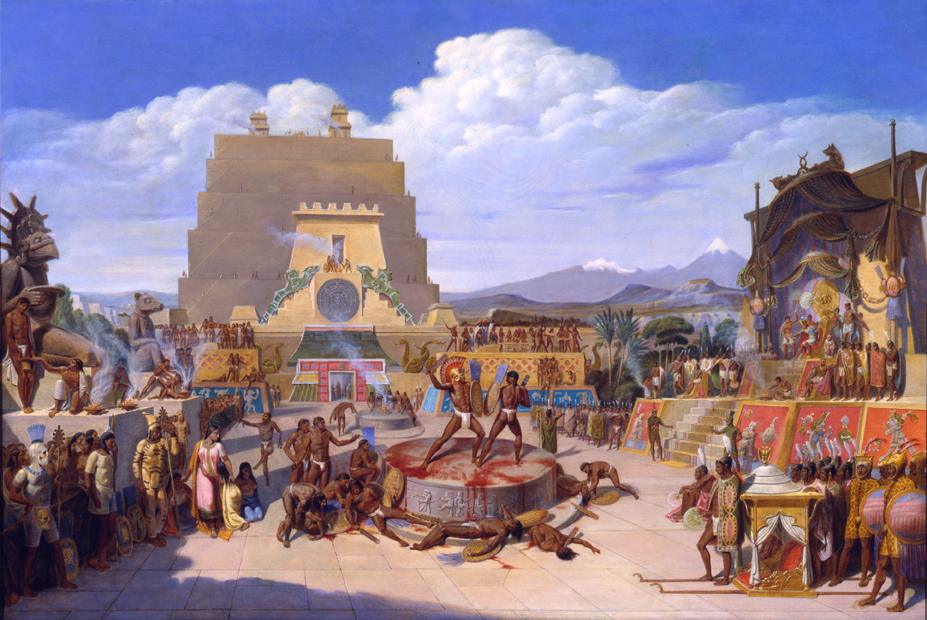
Reconstrucción ideal de una ceremonia prehispánica por Jean-Frédéric Maximilien de Waldeck, c. 1826-1836, Museo Soumaya, Ciudad de México